# Minerał życia
Minerał życia – album studyjny zespołu Kombi Łosowski, wydany 26 listopada 2021 roku. Album został wydany z okazji 45-lecia zespołu Kombi. Muzykę napisał Sławomir Łosowski, a większość tekstów Patrycja Kosiarkiewicz. Album zawiera dwa utwory instrumentalne oraz trzeci tytułowy, „Minerał życia” w dodatkowej instrumentalnej wersji zamykający listę utworów. Do singli promujących płytę: „Minerał życia”, „Ale co z tego?”, „Jeszcze wszystko przed nami”, „Fahrenheit” i „Mam cię w snach” nakręcono videoclipy.

## Lista utworów
Źródło:.
| Nr  | Tytuł utworu                   | Muzyka            | Słowa                  | Długość |
| --- | ------------------------------ | ----------------- | ---------------------- | ------- |
| 1.  | „Minerał życia”                | Sławomir Łosowski | Sławomir Łosowski      | 4:54    |
| 2.  | „Jeszcze wszystko przed nami”  | Sławomir Łosowski | Patrycja Kosiarkiewicz | 4:41    |
| 3.  | „Mam cię w snach”              | Sławomir Łosowski | Patrycja Kosiarkiewicz | 3:54    |
| 4.  | „Ale co z tego”                | Sławomir Łosowski | Patrycja Kosiarkiewicz | 4:21    |
| 5.  | „Fahrenheit”                   | Sławomir Łosowski | Patrycja Kosiarkiewicz | 4:26    |
| 6.  | „Jedna liga”                   | Sławomir Łosowski | Patrycja Kosiarkiewicz | 3:59    |
| 7.  | „Piękna jest”                  | Sławomir Łosowski | Patrycja Kosiarkiewicz | 5:07    |
| 8.  | „Moc marzeń”                   | Sławomir Łosowski | Jacek Bończyk          | 4:22    |
| 9.  | „Laba”                         | Sławomir Łosowski | Patrycja Kosiarkiewicz | 5:23    |
| 10. | „Zalogowany”                   | Sławomir Łosowski | –                      | 3:56    |
| 11. | „Opowieści szafy”              | Sławomir Łosowski | –                      | 4:02    |
| 12. | „Minerał życia – Instrumental” | Sławomir Łosowski | –                      | 4:58    |
|     |                                |                   |                        | 54:03   |

## Twórcy
Źródło:.

### Zespół
- Sławomir Łosowski – lider, instrumenty klawiszowe
- Zbigniew Fil – wokal
- Karol Kozłowski – gitara basowa
- Tomasz Łosowski – perkusja

oraz
- Wojciech Korzeniewski – management